# Cornutipo bakeri
Cornutipo bakeri är en insektsart som beskrevs av Evans 1969. Cornutipo bakeri ingår i släktet Cornutipo och familjen dvärgstritar. Inga underarter finns listade i Catalogue of Life.